# Negromantis gracillima
Negromantis gracillima es una especie de mantis de la familia Iridopterygidae.

## Distribución geográfica
Se encuentra en Zambia y Zimbabue.